# Morrow Bank
Morrow Bank ASA, tidigare Komplett Bank, är en norsk digital bank som erbjuder finansieringsprodukter till privatkunder. I bankens produktportfölj ingår konsumentlån, kreditkort, sparkonto och försäkringsprodukter för privatkunder i Norge, Sverige, Finland och Tyskland.
Banken startade sin verksamhet i mars 2014, efter att ha fått tillstånd från norska myndigheter att bedriva bankverksamhet. År 2017 noterades banken på Oslo Børs. Den 25 april 2023 bytte banken namn till det nuvarande.
Huvudkontoret ligger på Lysaker i Norge, förort till Oslo. 